# Damdinsürenguiin Nyamjüü
Damdinsürenguiin Nyamjüü –en mongol, Дамдинсүрэнгийн Нямхүү– (Ulán Bator, 25 de noviembre de 1979) es un deportista mongol que compitió en judo. Ganó dos medallas en los Juegos Asiáticos en los años 2002 y 2006, y dos medallas en el Campeonato Asiático de Judo en los años 2001 y 2003.

## Palmarés internacional
| Juegos Asiáticos    | Juegos Asiáticos      | Juegos Asiáticos  | Juegos Asiáticos |
| Año                 | Lugar                 | Medalla           | Categoría        |
| ------------------- | --------------------- | ----------------- | ---------------- |
| 2002                | Busan (Corea del Sur) | Medalla de bronce | –81 kg           |
| 2006                | Doha (Catar)          | Medalla de oro    | –81 kg           |
| Campeonato Asiático |                       |                   |                  |
| Año                 | Lugar                 | Medalla           | Categoría        |
| 2001                | Ulán Bator (Mongolia) | Medalla de plata  | –81 kg           |
| 2003                | Jeju (Corea del Sur)  | Medalla de oro    | –81 kg           |